# Cesare Sanguinetti
Cesare Sanguinetti (Bologna, 12 aprile 1854 – Bologna, 4 dicembre 1906) è stato un avvocato e politico italiano.

## Biografia
È stato uno dei principali promotori e responsabile dell'economato della "Grande Esposizione Emiliana" del 1888, primo evento della Fiera di Bologna inaugurato da Re Umberto I nei Giardini Margherita. Consigliere comunale e provinciale di Parma si è occupato di importanti riforme amministrative dei manicomi di Bologna e Imola e delle commissioni per la cura della pellegra e dei fanciulli frenastenici, delle quali ha ricoperto la carica di presidente. Consigliere della Banca d'Italia e presidente della Camera di commercio di Bologna, si è impegnato in prima persona nella commissione per la costruzione della direttissima Firenze-Bologna ed è stato socio della Società geografica italiana